# Зебек Володимир Євгенович
Зебек Володимир Євгенович (18 травня 1931, Миколаїв — 22 лютого 2015, Покровка, Очаківський район) — український живописець-мариніст, один з найбільш знаменитих художників-мариністів другої половини XX століття.

## Життєпис
Володимир Зебек народився 18 травня 1931 року в місті Миколаєві.
У 1943 був відправлений німцями на роботи в Німеччину. Після війни повернувся до Миколаєва. Навчався в московському художньо-педагогічному училищі.
З 1966 року жив і працював на Кінбурнській косі, поблизу міста Очаків.
Будинок Володимира Зебека на Кінбурнській косі згорів в січні 2015 року.
Художник помер 22 лютого 2015 року.